# Catocala atra
Catocala atra är en fjärilsart som beskrevs av Arnold Spuler 1907. Catocala atra ingår i släktet Catocala och familjen nattflyn. Inga underarter finns listade i Catalogue of Life.